# Forêt en Islande
La forêt en Islande, en islandais skógur, au pluriel skógar, est à l'état de reliquat par rapport à son étendue passée supposée au moment de la colonisation de l'île. 26 forêts nationales sont gérées par le Skógræktin, la service des forêts islandais.

## Histoire
Le peuplement forestier en Islande est attesté au moins depuis le milieu du Tertiaire, soit il y a 15 millions d'années, grâce à la découverte de fossiles des genres Magnolia, Pterocarya, Sassafras ou encore Sequoia dans les fjords de l'ouest et de l'est. Ces fossiles sont relativement bien préservés entre les anciennes coulées de lave et prouvent que des arbres poussaient jusque dans le centre de l'île, dans les zones volcaniques des Hautes Terres lorsque l'Islande était moins étendue. Ces arbres dénotent de la présence d'un climat plus tempéré qu'actuellement. Les modifications climatiques au fil des millénaires influencent les essences forestières comme lorsque le hêtre devient un temps prédominant. Avec le refroidissement du climat à la fin du Pliocène il y a 2,5 millions d'années, le sapin, l'épicéa, le bouleau et l'aulne sont communs avant de disparaître avec les glaciations du Pléistocène ; seuls le sapin et l'aulne parviennent à se maintenir lors de certains épisodes glaciaires ou interglaciaires.
Au moment de la colonisation de l'Islande à partir de la fin du IXe siècle, les forêts auraient couvert entre 25 et 40 % de la superficie du pays. Des bouleaux atteignant une quinzaine de mètres de hauteur s'étendent dans les vallées abritées et le long des côtes tandis que la toundra occupe l'intérieur des terres. Les forêts sont alors rapidement déboisées au point qu'à partir de 1300, le clergé rachète les quelques forêts restantes, signe de leur valeur monétaire, donc de leur rareté. Le bois est à l'époque utilisé pour le chauffage et la construction, les terres transformées en pâturages servant aux troupeaux de mouton qui empêchent à la forêt de se régénérer. La pression anthropique exercée sur la forêt est peut-être accentuée par le petit âge glaciaire entre le début du XIVe et la fin du XIXe siècle, voire par des éruptions volcaniques. Ce déclin des surfaces forestières se poursuit jusqu'au milieu du XXe siècle jusqu'à atteindre moins de 1 %, peut-être 0,5 %, de la surface avant la colonisation. Une prise de conscience s'opère alors dans la société islandaise avec l'instauration de quotas d'abattage, la préservation de quelques parcelles et des campagnes de reboisement. Entre 1950 et 1980, la tendance s'inverse lentement et la surface boisée augmente depuis dans le pays.

## Liste des forêts
- Akurgerði
- Arnaldsstaðaskógur (forêt nationale)
- Álfholtsskógur
- Ásabrekka
- Ásbyrgisskógur (forêt nationale)
- Brynjudalsskógur
- Bæjarstaðaskógur
- Daníelslundur
- Einkunnir
- Elliðaárdalur
- Eyjólfsstaðaskógur
- Fossá
- Furulundurinn (forêt nationale)
- Gaddstaðaflatir
- Grundarreitur (forêt nationale)
- Guðmundarlundur
- Gunnfríðarstaðaskógur
- Hallormsstaðaskógur (forêt nationale)
- Hamrahlíð
- Haukadalsskógur (forêt nationale)
- Haukadalur
- Hálsaskógur
- Hánefsstaðir
- Heiðmörk
- Hellisskógur
- Hofsstaðaskógur
- Hrútey
- Höfðaskógur
- Jafnaskarðsskógur (forêt nationale)
- Jórvíkurskógur (forêt nationale)
- Kirkjubæjarklaustur (forêt nationale)
- Kirkjuhvammur
- Kjarnaskógur
- Kristnesskógur (forêt nationale)
- Laugalandsskógur
- Laugarvatnsskógur (forêt nationale)
- Lágafell
- Leyningshólar
- Mela- og Skuggabjargaskógur (forêt nationale)
- Mógilsá (forêt nationale)
- Múlakot (forêt nationale)
- Norðurtunguskógur (forêt nationale)
- Rauðavatn
- Reykholtsskógur
- Reykjarhólsskógur (forêt nationale)
- Selskógur (forêt nationale)
- Sigríðarstaðaskógur (forêt nationale)
- Skarðsdalur
- Skógarhlíð
- Skógarreitur (forêt nationale)
- Snæfoksstaðir
- Sólbrekkuskógur
- Stálpastaðaskógur (forêt nationale)
- Svartiskógur
- Tröð
- Tumastaðir (forêt nationale)
- Tunguskógur
- Vaðlaskógur
- Vaglaskógur (forêt nationale)
- Vaglir (forêt nationale)
- Vatnshornsskógur (forêt nationale)
- Vinaskógur
- Vífilsstaðavatn
- Völvuskógur
- Þjórsárdalur (forêt nationale)
- Þórðarstaðaskógur (forêt nationale)
- Þórsmörk (forêt nationale)
- Öskjuhlíð